# ベアルン (空母)
| ベアルン, 1937年 | |
| 艦歴             | |
| 発注             | ラ・セーヌ造船所 |
| 起工             | 1914年1月10日 |
| 進水             | 1920年4月15日 |
| 改装             | 1923年8月より航空母艦へと改設計。 |
| 就役             | 1927年5月 |
| 退役             | |
| その後           | 1967年3月21日にスクラップとして処分 |
| 除籍             | |
| 前級             | フードル バポーム |
| 次級             | ジョッフル級 |
| 性能諸元         | |
| 排水量           | 基準：22,146トン 常備：27,951トン 満載：28,400トン |
| 全長             | 182.6m |
| 水線長           | 170.6m |
| 全幅             | 最大幅：35.2m 水線幅：27.1m |
| 吃水             | 常備：8.7m 満載：9.3m |
| 飛行 甲板長      | 176.8m x 21.38m |
| 機関             | ド・テンム ノルマンディー式重油専焼水管缶12基 ＋パーソンズ式高速型直結タービン2基 &三段膨張式四気筒レシプロ機関2基 計4軸推進 |
| 最大出力         | 37,500shp （タービン：22,500shp +巡航用レシプロ：15,000shp） |
| 最大速力         | 21.5ノット |
| 航続距離         | 10ノット/7,000海里 18ノット/4,500海里 |
| 燃料             | 石炭：900トン（常備）、1,800トン（満載） 重油：300トン |
| 乗員             | 875名 |
| 兵装             | Model 1920 15.5cm（50口径）単装速射砲8基 Model 1927 7.5cm（60口径）単装高角砲6基 （1935年：Models 1927 10cm（45口径）単装高角砲6基に換装） Model 1933 3.7cm（50口径）連装機関砲4基 Model 1929 13.2mm（76口径）単装機銃16丁 55cm水中魚雷発射管単装4基 |
| 装甲             | 舷側装甲：83mm（水線部） 甲板：25mm（飛行甲板）、70mm（主甲板装甲） 主砲ケースメイト：70mm（最厚部） |
| 搭載機           | 40機以上 |

ベアルン（フランス語: porte-avions Béarn）は、フランス初の航空母艦。
ノルマンディー級戦艦として建造が始まったが、第一次世界大戦で建造が中止され、ワシントン海軍軍縮条約により戦艦から空母に艦種変更した軍艦である。名の由来は、当時スペインとの国境地帯にあったベアルン州（現在のピレネー＝アトランティック県）から。
1923年（大正12年）8月より空母への改装を開始し、1927年（昭和2年）5月に竣工。初期の航空母艦としては高い完成度をもっていたが、海軍休日時代のフランス海軍が保有していた空母は、本艦だけであった。
さらに明確な運用方針をもっていなかった。海軍航空隊の艦載機の問題もあり、総合力としては列強各国の空母に大きく見劣りした。
第二次世界大戦ではフランス海軍、ヴィシー軍（ヴィシー政府）、自由フランス海軍に所属し、大戦を生き延びた。その後は航空機輸送艦や練習艦として使用され、1967年（昭和42年）に解体された。

## 概要
超弩級戦艦のノルマンディー級戦艦5番艦として、ラ・セーヌ＝シュル＝メールの造船所で建造。1914年（大正3年）1月10日に建造がはじまったが、第一次世界大戦の勃発により陸戦兵器の生産が優先されたので、姉妹艦やリヨン級戦艦と共に建造中止になった。第一次世界大戦終結後の1920年（大正9年）4月15日に進水。その状態で放置された。フランスの戦後政策により、ノルマンディー級やリヨン級戦艦の建造計画は流動的になっていた。
1922年（大正11年）2月にワシントン海軍軍縮条約が締結され、ノルマンディー級戦艦が「戦艦」として日の目を見る機会は失われる。しかし建造途中の戦艦もしくは巡洋戦艦を航空母艦に改装して保有することが軍縮条約で認められたため、フランスはベアルンを改造対象に選んだ。1923年（大正12年）8月1日より、ベアルンは航空母艦へと改装されることとなった。
戦艦から空母への改造先例としては、チリ海軍むけに建造中の戦艦アルミランテ・コクレンを買収し、空母に改造したイギリス海軍の2万2,000トン級空母イーグルが存在する。
ワシントン軍縮条約により戦艦（巡洋戦艦）から空母に改造された例としては、巡洋戦艦として建造中に空母に改造された日本海軍の赤城、戦艦から空母になった加賀、レキシントン級巡洋戦艦より改造されたレキシントン級航空母艦が該当する。
なお、ワシントン軍縮条約の規定により、フランスとイタリアは6万トンの空母保有枠を認められた。フランスは枠内でベアルンを戦艦から空母に改造したが、まだかなりの枠が余っていた。
1935年（昭和10年）6月に英独海軍協定によってドイツは38,500トンの空母保有枠を獲得し、グラーフ・ツェッペリン級航空母艦2隻の建造を開始する。対抗策としてフランスはジョッフル級航空母艦を建造することにした。1番艦ジョッフルは1938年（昭和13年）11月に起工したが、第二次世界大戦の勃発とフランスの敗北により、完成度約3割で解体された。同級2番艦パンルヴェと同級3番艦は未起工のまま建造中止になった。

## 建造思想

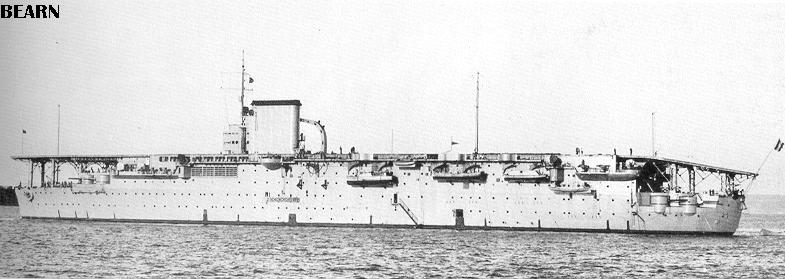
1928年に撮影されたベアルン。

ノルマンディー級戦艦を改造した空母であるため、全幅の広い船体形状であったことから高速を出しにくい。さらに航空母艦への改設計時に問題が生じた。本来の設計では、11,250馬力タービン4基（合計出力45,000馬力）4軸推進であった。第一次世界大戦の戦訓により航続距離を伸ばすため、その内2基を低速巡洋時に燃費のよい三段膨張式四気筒レシプロ機関2基（合計15,000馬力）に変更した。このため合計馬力37,500馬力となり、最高速力21.5ノットとなった。ベアルンが竣工した時期は小型低速の複葉機が主流であり、21ノットでも充分であった。だが艦載機の大型化が進むと、発艦時に必要となる速力が足らなくなった。
しかし、フランス海軍は本艦の改設計前に、フードルを筆頭に水上機母艦や通報艦バポームで得られたアイディアや運用実績を参考にしながら、独自の設計や機構を具体化し、ベアルンに搭載した。これらのアイディアの何例かは列強各国の空母で既に実装されていたが、フランス独自のアイデアも散見され、後の空母の標準形態となった。
- 飛行甲板に装甲を施す：全通式飛行甲板は、事実上世界最初の航空母艦アーガス (1918年9月就役) や[60][61]、戦艦から空母になったイーグル[62]、1923年7月就役) [63]で実現している。ベアルンの全通式飛行甲板は、薄いながらも25ミリの装甲を施している点が特徴的である[64]。
- 島型艦橋（アイランド）と一体化した煙突：イギリス海軍は空母イーグルとハーミーズで[65]、艦橋と煙突が一体化した島型艦橋を採用した[66][67]。レキシントン級航空母艦もこれに倣ったが[68]、ベアルンの場合は島型艦橋が飛行甲板の右舷側から舷外にはみ出し、舷側にふくらみを設けて支えている[69][注釈 16]。
- 島型艦橋の煙突（排煙処理）：島型艦橋と一体化したベアルンの煙突（煙路）には、海水を利用した水噴霧式煤煙冷却装置が内蔵されている[73]。排煙に水を噴霧して煙を重くして冷却し、乱気流の発生を妨げる[64]。着艦時の搭載機の視界を妨げにくい[73]。フューリアス方式を採用して排煙処理に悩まされ、試行錯誤を重ねた赤城や加賀と対照的である[74]。のちに日本海軍の空母もこの方式を採用した[75]。
- 鋼索横張り式の着艦制動装置：最初期の空母はイギリスが採用した縦張り式に倣ったが[76][77]、ベアルンは世界に先駆けて横張り式を採用した[59]。当初はイギリス方式の縦張り式を採用したアメリカ海軍と日本海軍も、1930年（昭和5年）にフランスのシュナイダー社がフュー式横索式着艦制動装置を開発するとこの方式に切り替え[78]、最終的に世界の主流となった。
- 空母として最初にエレベーターを装備したのはアーガスであり[79]、その後の世界各国空母もエレベーター2基が通例であった[80]。ベアルンでは、建造時からエレベーターを3基もうけていた[81]。これは緊急発進時の作業効率向上のためであった。多段式空母の赤城と加賀はエレベーター2基だったが[82]、近代化大改装のあとエレベーターを3基に増やしている[83][84]。

設計年時が古いために旧世代な設計も見られる。
- 水上機運用のためのグースネック（鴨の首）（英語版）型クレーンの装備[85]。なお第二次世界大戦直前に建造された新世代空母のジョッフルも、艦尾に水上機運用や飛行甲板搬入用の巨大クレーンを装備している[86]。
- 対水上艦艇攻撃のため、艦体側面（舷側）に中口径砲を搭載した[87]。初期の空母が対水上艦戦闘を考慮して中口径砲を装備するのは、世界的時流であった[88][注釈 17][注釈 18]。ベアルンの特徴は、艦首の両舷水面下に水中魚雷発射管を装備した点である[85]。
- 低速力。戦艦から空母に改造された加賀[41]は最大速力23ノット[93][94]（本当は25ノット以上）[95]、戦艦から空母になったイーグルも最大速力24ノットだったが[96]、ベアルンはさらに低速の22ノットであった[97][56]。

## 艦形

### 飛行甲板

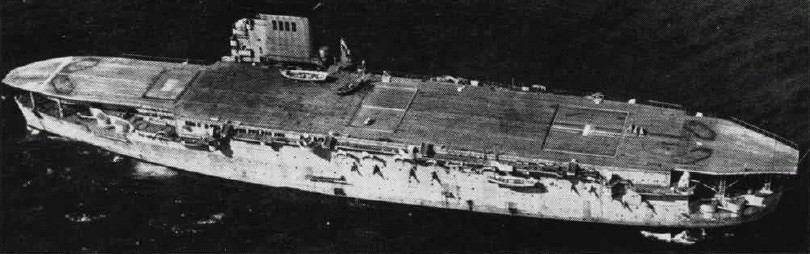
障害物のない飛行甲板。

紆余曲折を経て完成した本艦の飛行甲板長は縦176.8m×幅21.38m。飛行甲板先端（艦首）は、船体の形状に沿って細くなってゆく。飛行甲板最後部（艦尾）は、海に向かって傾斜している。飛行甲板には25ミリの装甲が貼られていた。
上面から見て3基の横長のエレベータを、飛行甲板の前部・中部・後部に1基ずつ設けた。このエレベータは全て形が違っていた。
竣工直後の着艦制動装置はフランス独自の鋼索横張り式の着艦制動装置を装備していた。当時、イギリス海軍に採用されていた鋼索縦張り式よりも安全に着艦でき、後に世界各国の航空母艦が同形式を採用した事からも本艦の先進性がうかがえる。
飛行甲板の下には密閉型の格納庫が設けられていたが、一部の機は分解して収納した。このため艦載機を全て使用する時は、分解してある部品を台車で運んでから組み立てる必要があった。防火扉もあり、飛行機の組み立て場と修理工場に区分されていた。

### アイランド

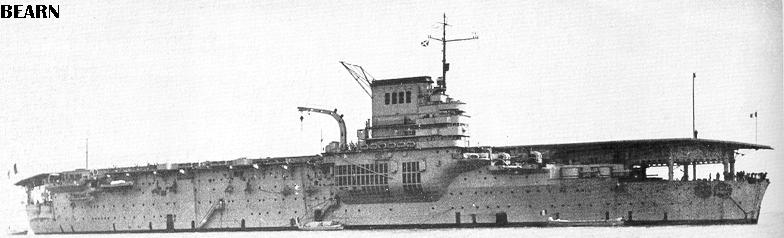
1935年に撮影されたベアルン。(1935年)

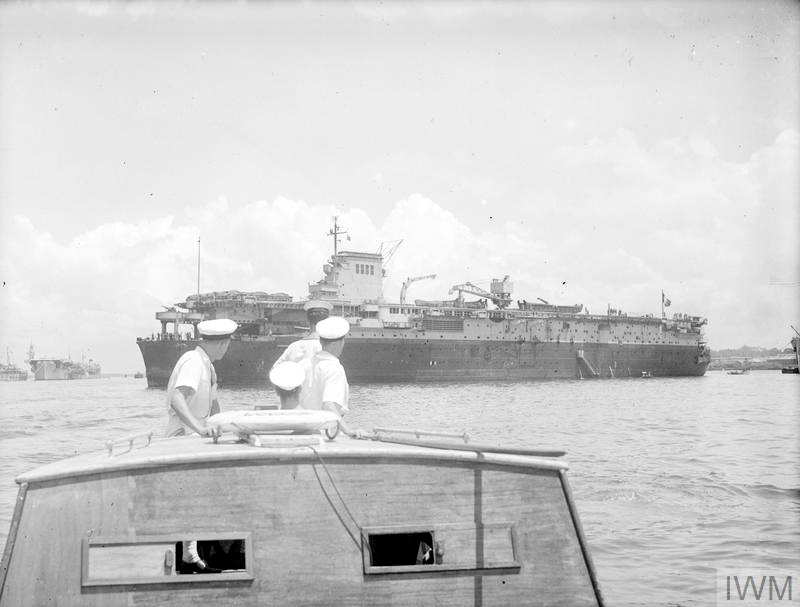
1945年10月、輸送作戦の途次でセイロン島に寄港したベアルン。

初期の航空母艦は、空母アーガスやラングレーに代表される平甲板型（フラッシュデッキ型）と、空母イーグルならびにハーミーズを元祖とする、艦橋と煙突を舷側にあつめた島型（アイランド型）に大別できる。
ベアルンは島型艦橋（アイランド）を採用している。艦橋は飛行甲板の邪魔にならないように右舷側に張り出しを設け、そこに配置されていた。張り出しの基部には前述の海水利用の煤煙軽減装置が組み込まれており、さらに煙路冷却用のスリットが設けられていた。この基部の上に前部に箱型の艦橋を基部として簡素な単脚式のマスト、楕円筒型の煙突を組み込む先進的な構成となっている。
アイランド後方の飛行甲板に、水上機運用のためのグース・ネック型クレーンが後向きに1基配置していた。艦載機の積み込みや艦載艇の運用にも使用する。艦載艇は、舷側部に2本1組のボート・ダビッドを置き、平時は必要分をこれに吊るした。さらに船体後部にもこのボート・ダビッドを片舷3組ずつ計6組配置し、艦載艇を吊っていた。
舷側の前後部には、主砲の「Model 1920 15.5cm（50口径）速射砲」が舷側ケースメイト配置で、片舷4基ずつ計8基が配置されていた。この時期から、大型艦を中心に高角砲の搭載が始まっており、本艦にも「Model 1927 7.5cm（60口径）高角砲」が砲弾の断片防御程度の防盾を被せられた上で前部ケースメイト後方の舷側部に、前向きに片舷2基ずつと、飛行甲板後部に後向きに1基の計6基が装備されている。これらの高角砲は1935年に配置を変更せず新型の「Models 1927 10cm（45口径）高角砲」6基に更新された。船体中央部に「Model 1933 3.7cm（50口径）機関砲」が連装砲架で片舷2基ずつ計4基配置されている。他に上部構造物上に「Model 1929 13.2mm（76口径）機銃」が、単装砲架で16丁装備されていた。このほか対艦攻撃用として、船体の水面下に55cm魚雷発射管を単装で片舷2基ずつ、計4基を配置していた。

## 武装

### 主砲、備砲兵装の詳細

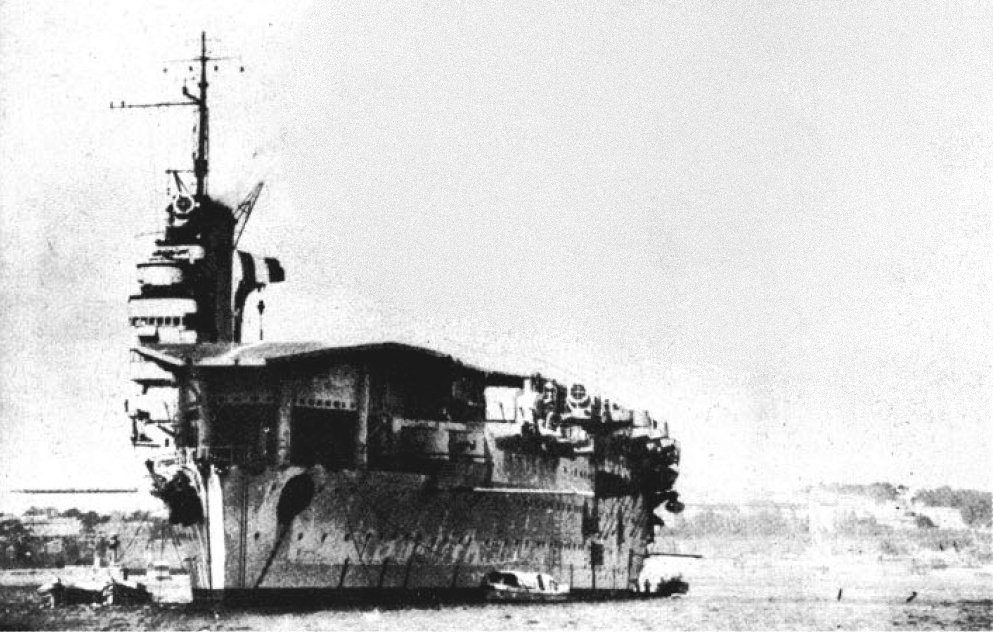
1940年代に撮られた「ベアルン」。

主砲は新設計の「Model 1920 15.5cm（50口径）速射砲」を採用した。砲身は当時の最新技術である自緊型砲身を採用し、製造にいち早く成功したものである。砲の旋回・俯仰動力はフランス軍艦伝統の電動方式を採用しており、竣工当時から艦橋の上部に射撃方位盤が取り付けられ、方位盤管制による効果的な射撃が可能になった。その性能は重量56.5kgの砲弾を仰角40度で25,000mまで届かせることができた。 俯仰能力は仰角40度・俯角5度で、旋回角度は140度の旋回角度を持つ。装填形式は自由角度装填で発射速度は人力装填のため毎分3～5発であった。
他に、対空兵装として「Model 1927 7.5cm（60口径）高角砲」が採用された。この砲はロングセラーで、続く「シュフラン級」と戦利巡洋艦にも搭載された。その性能は重量5.93kgの砲弾を仰角40度で14,100mまで、最大仰角90度で高度8,000mまで届かせることができた。 砲身の俯仰能力は仰角90度・俯角10度で、旋回角度は左右150度の旋回角度を持っていたが実際は遮蔽物に制限された。装填形式は自由角度装填で、発射速度は人力装填のため毎分8～15発であった。これらは後に「Models 1927 10cm（45口径）高角砲」へと換装された。この砲身の俯仰能力は仰角85度・俯角10度で、旋回角度は360度の旋回角度を持っていたが、これも実際は遮蔽物に制限された。装填形式は自由角度装填で発射速度は人力装填のため毎分10発であった。
他に近接対空火器としてオチキス社製の「Model 1933 3.7cm（50口径）機関砲」が採用された。その性能は重量0.725kgの砲弾を仰角45度で7,175mまで、最大仰角80度で高度5,000mまで届かせることができた。 砲身の俯仰能力は仰角80度・俯角15度で、旋回角度は360度の旋回角度を持っていたが実際は遮蔽物に制限された。装填形式は自由角度装填で発射速度は機力装填のため毎分30～42発であった。これを連装砲架で4基を搭載した。他に同じくオチキス社の「Model 1929 13.2mm（76口径）機銃」が、単装砲架で4丁が載せられた。対空武装が大人しめに感じられるが、本級が竣工した時代はまだ航空攻撃が確立していない為、設計に盛り込まれていないという背景がある。

## 搭載機
ベアルンの予定搭載機数は約40機であった。主翼に折り畳み構造を持つ艦上機の場合、50機程度可能とみられる。
第一次世界大戦後、フランスの航空政策は混乱した。フランス海軍の海軍航空隊が運用した艦上機は、海軍休日が終わろうとする1935年（昭和10年）以降になると、アメリカ海軍や日本海軍の使用機体に比べて見劣りするようになった。世界大戦の気配が漂うなか、フランス海軍は技術研究を兼ねてアメリカの航空機輸入を決断する。艦上機の一部は、フランス国産で開発・製造する方針であった。

### 攻撃機
就役時のベアルンに配備されたのは、ルバッスール社の複葉機であった。まず艦上攻撃機のPL 2 (Levasseur PL 2) 、偵察機のPL 4 (Levasseur PL 4) が配備された。PL2の後継機としてPL 7 (Levasseur PL 7) が登場し、ベアルンに配備された。
その後、フランス海軍は空母で運用する小型輸送機の開発に乗り出した。ポテーズ社 (Potez) のポテーズ 56に着艦装置をとりつけ、ポテーズ56E型として1936年（昭和11年）頃にベアルンで着艦訓練をおこなった。
単座式艦上爆撃機のロアール・ニューポール LN.401は、世界水準の能力をもっていた。フランス海軍は1937年（昭和12年）に先行試作型7機の生産をニューポール（SNCAO）に命じ、1939年（昭和14年）に36機の量産を命じた。ベアルンに2個の急降下爆撃中隊（24機）が配備予定であり、陸上基地で訓練を開始した。ところが1940年（昭和15年）5月10日にドイツ軍のフランス侵攻がはじまり、LN.401部隊は地上支援のため連日出撃して全滅した。
次世代のジョッフル級航空母艦のため、国営企業SNCAOはSNCAO CAO.600双発爆撃機/雷撃機を開発した。だが1940年（昭和15年）3月21日に試作機が初飛行をおこなった段階であり、独仏休戦協定締結までに量産できなかった。
1939年（昭和14年）9月の第二次世界大戦勃発時、アメリカ海軍はカーチス社が開発した複葉機のSBC ヘルダイヴァーを装備していた。フランス海軍はSBCに目をつけ、カーチス社に90機を注文した。納期までに90機を揃えるのは無理と判断したカーチス社は、在庫や予備機をかきあつめて50機を確保し、フランスに引き渡す。ベアルンはSBC多数を搭載して大西洋を航行中に、祖国の降伏という事態に遭遇した。
第二次世界大戦勃発時、アメリカ海軍の新鋭艦上爆撃機は、ヴォート社が開発したSB2U ヴィンディケイターだった。ヴォート社はSB2Uの輸出型を開発し、これがフランス海軍の興味を引く。SB2Uのフランス輸出型はV-156とよばれ、ベアルンに配備予定だった。フランスは降伏までに約90機を発注したが、フランス本国に配備されたのは34機にすぎなかった。V-156はフランス空軍に引き渡され、1940年（昭和15年）5月10日からのフランス侵攻で地上支援のために出撃した。

### 戦闘機
就役時のベアルンに配備された艦上戦闘機は、ウィボー社のウィボー7を空母搭載用に改修したウィボー74であった。
続いてデヴォアティーヌ社のD.371を艦上機型に改修したD.373が納入された。
1930年代後半、フランス空軍は主力戦闘機をモラーヌ・ソルニエ M.S.406から、D.520に更新しようとしていた。D.520の艦上機版をD.790と呼ぶが、実用化されなかった。
艦上戦闘機としてフランス海軍が目をつけていたのが、グラマン社のF4F ワイルドキャットだった。1939年（昭和14年）12月、フランス海軍とグラマン社はベアルンとジョッフル級2隻のためにワイルドキャット81機を購入する契約を交わした。フランス向けのF4F-3は「G.36A」と呼ばれ、エンジンをライトR-1820へ換装し、武装をフランス製7.65mm 4丁にするなど、仕様が変更されていた。計器はメートル表記だったという。G.36Aは1940年（昭和15年）5月2日に初飛行に成功したが、直後にフランスが降伏して行き先がなくなり、イギリス海軍に引き渡されてマートレット（Martlet：アマツバメをモチーフにした伝説の鳥）と呼ばれた。

## 艦歴
フランス軍は第一次世界大戦で何隻かの水上機母艦を投入した。つづいてアラス級通報艦「バポーム (Bapaume) 」に飛行甲板を設置したが、小型すぎて外海での運用ができず、発艦練習用として用いられた。
空母への改装が検討された1920年、パイロットのポール・テスト少佐がフランス海軍史上初めて、臨時に設営されたモックアップではあったが甲板上への離着陸を成功させた。
ベアルンは、竣工後に欧州最新鋭の航空母艦として運用されていた。当初は搭載機の多くが複葉機であったために、低速の空母でも離着艦できた。しかしベアルンの性能は、次第に航空機の大型化・重量化などの進化に対応できなくなった。またフランスの国内事情により、航空機の開発も遅れがちであった。フランスはロンドン海軍軍縮条約に部分参加だったことから、新世代戦艦（ダンケルク級、リシュリュー級）や補助艦艇（巡洋艦、通報艦、駆逐艦、潜水艦）に関しては比較的順調に充実しつつあった。ところがフランス海軍航空隊の有力な飛行機搭載母艦は、ベアルンと、水上機母艦コマンダン・テストの2隻しかなかった。
1936年（昭和11年）になるとドイツが19,000トン級空母2隻（グラーフ・ツェッペリン級）を建造することが判明し、フランス海軍はジョッフル級航空母艦を複数隻建造することで対抗した。ベアルンはジョッフル級に一線を譲り、航空機輸送や戦時の船団護衛に使用することとされた。この経緯から「ジョッフル」級の就役まで、逆に一線に留まる事が確実となる。
1936年（昭和11年）7月以降のスペイン内戦で、フランス艦隊の航空支援を実施した。
1939年（昭和14年）9月からはじまった第二次世界大戦初期、いわゆるまやかし戦争（Phoney War）において、ドイツ海軍は、連合国軍のシーレーン攪乱を狙って通商破壊艦（ポケット戦艦、仮装巡洋艦、Uボート）を大西洋に放った。ベアルンは、それに対応する英仏海軍部隊の一つ、L部隊に属してドイツ艦の捜索にあたった（イギリス海軍の任務部隊一覧）。さらにフランス海軍は、本艦とダンケルク級戦艦2隻および軽巡洋艦や大型駆逐艦で襲撃部隊を編成していた。当時のフランス海軍が保有する唯一の空母であったベアルンは、大規模な海戦に参加する機会もなく、フランスとアメリカ間の航空機輸送任務に従事した。
1940年（昭和15年）5月、ベアルンはフランス空軍向けの航空機輸送任務に従事していた。5月10日よりドイツ軍のフランス侵攻がはじまり、ベアルン搭載予定の急降下爆撃中隊は地上支援で全滅する（上述）。6月15日、アメリカへ発注した航空機の輸送をおこなうため、ベアルンはカナダのハリファックスに入港した。カーチスSBC-4爆撃機多数、カーチスH75A-4戦闘機、ベルギー向けのバッファロー戦闘機 (B-339B) 6機などを搭載する。6月16日、練習巡洋艦ジャンヌ・ダルクとともに出港した。だが大西洋を航行中にドイツ軍侵攻によるフランス本国の情勢が急変し、6月22日に独仏休戦協定が結ばれる。ベアルンはカリブ海のマルティニークへ行き先を変え、27日に到着した。本艦が搭載していた航空機は同地で陸上に移され、結局スクラップとなった。
6月22日の独仏休戦協定締結により、フランス本国はドイツ占領地区と自由地域に分割され、フランス海外植民地の大部分はヴィシー政権を支持した。西インド諸島のフランス領マルティニークは、戦略的に重要な場所であった（マルティニークの歴史）。

ベアルンなどはマルティニークにとどまり、ヴィシー軍として、アメリカ海軍（中立国）やイギリス海軍（連合国）の艦艇と睨み合う。
1941年（昭和16年）12月上旬に太平洋戦争が勃発、アメリカ合衆国が連合国として参戦するという事態を迎えた。アメリカは、カリブ海のフランス植民地とベアルン以下在泊艦隊に圧力をかける。1942年（昭和17年）5月以降、アメリカとの協定で不稼働状態となった。
これ以降、マルティニーク諸島で遼艦と共に逼塞していた。5月から7月にかけて、ベアルンを故意に座礁させる工作がおこなわれた。
7月、マルティニーク諸島はヴィシー政権から離反した。
ベアルンはフランス解放勢力に編入されたが、低速のため航空機運搬艦として運用されることになる。アメリカ合衆国に回航されることになり、そこで修理を実施した。同年12月からニューオーリンズのトッド造船所で改装工事が行われた。以後は自由フランス海軍の艦艇として、航空機の輸送に従事したとされる。
1945年（昭和20年）3月13日、航空機（SBD ドーントレス、P-47 サンダーボルト、P-51 ムスタング）や兵員輸送任務に従事中、C3型貨物船のマカンドリューと衝突して損傷した。7月末まで修理をおこなった。
自由フランス海軍が第二次世界大戦終結までに保有していた空母は、ベアルンと、イギリス海軍から提供された護衛空母（アーチャー級）のバイター（フランス側は「ディズミュド／デュズミュード」と改名）だけだった。
1945年（昭和20年）8月15日に日本がポツダム宣言を受諾、9月2日に降伏文書に調印すると、日本軍の仏印処理によって混乱に陥っていたフランス領インドシナの情勢が激変した。ベトナム民主共和国が独立を宣言し、局地的な戦闘状態になった。フランス共和国臨時政府の立場も危うくなる（第一次インドシナ戦争）。戦艦リシュリュー、軽巡洋艦グロワール、大型駆逐艦ル・トリオンファンなどと共に、極東海域に派遣された。ベアルンは、イギリスから貸与されたスピットファイア、アメリカから貸与されたベル社のP-63やカーチス社のヘルダイバーなどを輸送した。
同年12月、ベアルンはシンガポールからインドシナまで上陸用舟艇20隻を運んだほか、1946年（昭和21年）3月のハイフォン上陸作戦では零式水上偵察機などを輸送している。
1948年（昭和23年）前半、ベアルンは航空機輸送艦としても活動を終えた。その後はツーロンで繋留され教育訓練艦、潜水艦乗員宿泊艦等として使用され、1967年に除籍。イタリアで解体された。

### 注
1. ↑  佛蘭西　航空母艦ベアルン(一九二七年五月竣工)[4]　基準排水量二二一四六噸、時速二一節半。一九一四年一月ノルマンディ級戰艦として決定されたものであるが、大戰中その製造が中絶し、進水せるは二〇年四月。二三年八月豫定變更に依る工事開始。四十機以上を用意するを得、三臺の電力引上機に依つて翔程甲板に搭載する。寫眞の右方に見る艦首翔程甲板のカーヴは後に改變を施せるものを示す。
2. 1 2 3  （ニ）佛國の航空母艦[100]　佛國は世界大戰前、既に優れたる航空國でありましたが、航空母艦の出現は却つて他列強に遅れました。それは佛國の地理的位置と、海軍作戰計畫が、日英米諸國と異なるから、伊太利と共に現在劣勢であると認めます。／　大戰中には水上飛行機を搭載する二 三の艦を作りましたが、現在就役中の航空母艦は「ベアルン」一隻であります。この艦は元「ノルマンデー」級超弩級戰艦五隻中の一つでありまして、大戰中その級の艦は、一時建造中止となりました。然し「ベアルン」のみは工程が多少進んで居ましたので、航空母艦に設計變更されたのです。かくて一九二八年に改造艤装完結して就役したのであります。特長としては飛行甲板の上に、右舷側中央部に艦橋が二段に造られてをります。又煙突はこの艦橋の下に在つて、煙突よりの排気熱瓦斯が、惡気流を起さないやうに、右舷側に大きな膨れた所があつて、此處から新鮮な空気を、煙路内に送り入れて、排氣瓦斯を希薄にする仕掛があります。又飛行機格納庫内の防火扉も、アスベストを主材として造られ、飛行機組立場と修理工場に區劃されてゐます。
3. ↑  第三節　航空母艦/(一)總説[9](中略)斯くて日本は航空母艦としては鳳翔(鶴翔は建造取り止め)一隻を有し、排水量九,五〇〇噸であるから制限外に属して居り、改造豫定の加賀(以前は巡戰天城の筈であつたが、今回の大震災の爲め破損したので、廢艦豫定の未成戰艦之に代る)、赤城は共に制限噸數二七,〇〇〇噸とする豫定であるから、尚二七,〇〇〇噸の建造餘裕がある。米國の新成改造艦ラングレーは一九,三六〇噸であるけれども、試驗的のものとして代艦の建造を許すから、巡戰より改造豫定のサラトガ、レキシントン(共に三三,〇〇〇噸)の外、六九,〇〇〇噸の餘裕がある。／英國の既成艦フユーリヤス(一九,一〇〇噸)、アーガス(一四,四五〇噸)、イーグル(二二,七九〇噸)と新成艦ハーミス(一〇,九五〇噸)の四隻全部は亦試驗的のものとして代艦の建造を許すから、之を其の儘として置くも尚六七,七一〇噸の餘裕がある。佛國は建造中止中の弩級艦ベァルンを改造して、差當り航空母艦に充つることにしてゐる。伊國に就ては不明である。
4. ↑  航空母艦“ベアルン　Béarn”[15]　全要目{排水量22,146噸　速力21.5節　備砲15糎砲8門　魚雷發射管(53糎)4門　搭載機數40機　起工1914年1月　竣工1927年5月　建造所 ラ・セーヌ造船所}　これは佛國海軍が有する唯一隻の航空母艦である。搭載飛行機40機を偵察、戰闘各1隊、爆撃2隊に編成してゐる。全長170.68米、幅27.12米、平均喫水7.92米のアイランド型で21.5節の軸馬力37,200馬力。燃料搭載量は重油2,160噸。10節の經濟速力にて行動半徑6,000浬。この艦も元“ノルマンディー”と云ふ戰艦たりしものを改装して航空母艦としたものである。大型の航空母艦の必要は英米と佛伊とでは自ら違つて居り、佛國には一隻のみ半島國にして根據地近き伊國には航空母艦は一隻もない。
5. ↑  フランスは大型水上機母艦コマンダン・テストを保有していた[17]。同艦はベアルンの補助的立場であったが[18]、飛行甲板をもたない水上機母艦である[19][17]。
6. ↑  佛空軍[20]　佛國は大海軍國たる英國に對抗せんが爲にも、また歐洲大陸に優位を占めんが爲にも、空軍が重要であることを痛感してゐる。一九二八年英國と同様獨立空軍制度を採用した。佛空軍は久しく世界第一空軍の誇を持つてゐたが、驕る者久しからず、今では獨・伊・「ソ」等の後進空軍國に壓倒され、今や翻然として悟る所あり、曾ての世界第一空軍の虚名を捨てゝ實を得んとするの熱意に燃え、米國から技術を取入れて、大いに内容の改善、質の向上を圖つてゐる。先年獨の再軍備宣言に先立ち、獨逸の民間航空の発達に愕いて、英伊と協同防空協定を協定するなど周章狼狽と云つた形で、聊か立後れの氣味である。昭和十二年に、佛空軍總數は一八〇箇中隊、約二,二〇〇機、内海軍關係二一箇中隊、約一五〇機であつた。
　航空母艦ベアルン及び水上機母艦コマンダンテストを初めとし、艦隊に七箇中隊約六〇機を搭載してゐる。其の他豫備機、練習機などを合算すると約四千機以上にも及びであらうといはれてゐるが、舊式の機材が多いと見られてゐる。／一九三八年迄に二〇一箇中隊に擴張する計畫を、昭和十一年末迄に繰上げて完成する豫定であると傳へられたが、完成を見るに至らなかつた。／此れを要するに佛國海軍は、獨伊の新興勢力竝に海の王者の傳統に蘇らんとしつゝある英國の物凄き意氣に壓されて影が薄いやうに見える。これも「ソ」聯の赤酒に酔はされた必然の結果であるといへよう。
7. ↑  アメリカから輸入した航空機の輸送任務中[22]、大西洋でフランス本国の事態急変によりヴィシー陣営側のマルティニークに入港、そこで封じ込められた[23][24]。
8. 1 2  佛國と英米の關係漸く急迫　英米側、大西洋上の佛領島嶼占領を企謀　實力對抗し佛國守備急行[134](ヴィシー廿二日發)フランスの對獨協力に關する獨佛協定の成立に狼狽した英米兩國は最近頻りと對佛壓迫態度を示しつゝあり、佛領西印度諸島マルチニツク島附近に軍艦を派遣して、これが武力占領を敢行せんとするが如き氣勢を示してゐるが、ヴイシー政府は二十一日右英米の策謀に斷乎拮抗すべき決意を固め、同島守備の陸海空軍に對して防備に万全を期すべき旨訓令を發した模様である、なほマルチニツク等守備群は最近同地碇泊中の巡洋艦エミール・ベルタン及航空母艦ベールンその他艦艇参加の下に陸海空三軍の防備演習を行ふ等非常な緊張を呈してゐる(記事おわり)
9. 1 2  【ブエノスアイレス十五日発】[25]（中略）發表と同時にフエナールはジロー派の現有艦隊勢力につき次の如く言明したと傳へられる　ド・ゴール派の艦隊は別として現在ジローの指揮下にある艦隊は戰艦三、航空母艦一、重巡三 輕巡六、駆逐艦九、スループ艦十乃至十二、潜水艦は十四及び補助艦數隻である　ツーロン軍港にあつた艦艇は自沈した爲め全然見込みがなくなつたが、マルチニツク及びアレキサンドリに抑留されている艦艇は結局反樞軸海軍に参加すると見られる、ダカールにある艦艇の一部は既に作戰に参加し、殘る艦艇も修理の上遠からず就役する筈である マルチニツクにある空母ベアルンもアレキサンドリアにある數隻とともに近く修理のため米國に回航される豫定である　因みに米國海軍筋の情報によればリシエリユー以下の艦艇は修理完了の上專ら大西洋に於ける對潜水艦戰に利用される模様である（記事おわり）
10. ↑  戰艦　大正五年十月調　列國弩級艦一覽表[28]〔 佛國｜建造中｜1914｜一二｜ベアルン｜二五,二三一｜三二,〇〇〇｜三二,〇〇〇｜二一.五｜一一.〇｜十三.四吋　一二｜五.五吋　二四｜水中(一八)六｜一四-一｜一五-｜一六-｜ラ、セーヌ 〕
11. ↑  〔 第二章　列國製艦政策／第三、佛國の状況[32]　佛國は今尚ほ戰後の整理中にして、大軍艦の建造に箸手せざるのみならず、夫の戰前に起工せられて後工事中止の姿にありたるノルマンデー型戰艦五隻も、愈〃建造廢棄に決定せられ、近く其の處分を見ることゝなり、又一九一四年に協賛を經たるリオン型四大戰艦の起工も無期延期となれり。(以下略) 〕
12. ↑  空母イーグルは[38]、1920年（大正9年）4月に一応竣工し、諸試験や改造をへて1923年（大正12年）7月に完成した[39]。
13. ↑  天城型巡洋戦艦の天城が空母改装予定艦だったが関東大震災で破損し、廃艦予定の戦艦加賀が空母になった[42]。
14. ↑  この条約枠内でドイツは19,000トン級空母2隻を保有可能になり、フランス海軍は圧倒的に不利になる[50]。
15. 1 2  ネームシップのグラーフ・ツェッペリンは1936年（昭和11年）12月28日に起工した[52]。2番艦はペーター・シュトラッサー（仮称艦名「B」であった[53]。
16. ↑  煙突と一体化した島型艦橋を飛行甲板の外側に設けることは、日本海軍の隼鷹型航空母艦（飛鷹型）と[70]、同型をベースにした装甲空母大鳳[71]、戦艦改造空母の信濃[72]でも採用された。
17. ↑  巡洋艦との水上砲戦を想定した6インチ砲から8インチ砲クラスの中口径砲は、列強各国の先行空母や同世代空母もおおむね装備している[89][38]。多段式空母時代の赤城と加賀は砲塔式と舷側配置を併用し、レキシントン級2隻は艦橋前後に砲塔式で搭載した[90]。1936年（昭和11年）12月末に建造がはじまったドイツ海軍のグラーフ・ツェッペリンも、中口径砲を装備した[91]。
18. ↑  第二次世界大戦でもユーノー作戦にともなって生起したノルウェー沖海戦で英海軍空母グローリアスがシャルンホルスト級戦艦に水上砲戦で撃沈されるなど[92]、空母が水上砲戦を余儀なくされる可能性は常に存在した。
19. ↑  ダグラス社が開発したSBDドーントレスは、最初期の機体が納入されはじめたばかりだった。
20. ↑  母艦バポー[1]　要目　噸数 八〇〇噸　速力 二十一節　武装 十四サンチ一、七十五ミリ一、　本艦ハ戰時中潜水艦駆逐用トシテ製造セシモノヲ飛行機艦發練習用ニ改造セルモノナリ（艦型図）使用練習機ニューポール十五平方米ローン百二十馬力付　飛行機出發ニ際シテハ艦速風速ニヨリテ出スル風力十米秒ニ至ラサレハ出發不可能ナリト云フ／小官見學ノ際乗艦セシモ機関ノ故障ト無風ナリシ爲飛揚スルニ至ラサリキ／本艦ハ型体少ニシテ到底外海等動揺ノ甚シキ所ニ於テハ使用ニ堪ヘス唯灣内等ノ波浪静ナル所ニ於ケル艦發練習用ニ過キサルモノナリ（以下略）
21. ↑  佛蘭西　航空機運搬艦コﾑマンダン・テスト(一九二九年四月十二日進水)[127]　基準排水量一〇〇〇〇噸、時速二一.三七節。四基のカタパルトを有し、主としてベアルンに對する附属艦たるべき位置にある。
22. ↑  ベアルンが搭載したSBC-4の機数について50機とする資料がある[117]。実際はスチンソンボイジャー（英語版、フランス語版） (Stinson Model 105) 、P-36戦闘機 (Curtiss H75) 、輸出仕様バッファロー (Brewster F2A Buffalo) を搭載した関係上、ベアルンが積み込んだSBC-4は44機であった。
23. ↑  『華府五月十四日』[136]　米佛代表間にマルチニツク島に在る佛國艦隊武装解除の協定が成立したと本日發表されたが之れにより西半球に對する直接脅威は除かれた譯で米國外交の大成功と同時にビシイ政府の面目丸潰れである。武装を解除される佛艦中には二千七百噸の航空母艦バーン号を初め輕巡洋艦ヱミルパーティン、假装巡洋艦バルフラワ号　元巡洋艦ヂーンダーク号、練習艦等がある。而して米國代表と佛總督間に殘る問題は佛船舶と百機の米國製飛行機の始末であるが右に關し佛首相ラバルは米國に正式申入れをなし艦隊武装解除は承認するも船舶を接収する事には反對すると警告したと云はる（記事おわり）
24. ↑  佛蘭西領西インド諸島（中略）[138]　III マルテイニツク島（中略）今次大戰に本國の敗戰、樞軸への協調を見るや、アメリカは佛海外領土奪取計畫の一部としてマルテイニツクに觸手を延ばすに至つた。即ち一九四二年五月米政府は佛政府に通告することなく、マルテイニツク現當地局に對し、（一）米軍のマ島上陸、（二）マ島在泊中の佛空母ベアルン、輕巡エミール・ベルタン、同ジャンヌ・ダルクの武装解除、（三）佛油槽船の對米引渡しを要求した。これに對し駐米佛大使は抗議し、ヴイシー政府も現地當局の交渉權を否認する旨聲明したが、米政府は現地當局との交渉を固執し、遂に佛領西印諸島に關する補足的協定（同諸島及び佛領ギアナの中立維持と本國政府よりの離脱を内容とすると見られる）を締結した旨發表した。一九四三年七月七日フランス解放委員會はマルテイニツクを接収し、新たに陸軍代将アンドリー・ジヤコミを同島知事に任命した旨發表した。かくてマルテイニツク島は今やアメリカにより佛本國から奪取され、アメリカのカリブ海防衛の基地と化せられている。（以下略）
25. ↑  この間、デュズミュードもひたすら航空機を輸送している[148]。